# Renato Marchetti
Pour les articles homonymes, voir Marchetti.
Renato Marchetti, né le 23 avril 1947 à Vilpiano Di Terlano (Trentin-Haut-Adige), est un coureur cycliste italien, professionnel de 1973 à 1980.

## Palmarès
- 1970
  - Grand Prix Ignis
  - Giro della Bolghera
- 1972
  - Gran Premio Ezio Del Rosso
  - Trophée Nicola Pistelli
  - 2e de Florence-Viareggio
  - 3e du Trophée Branzi
  - 3e de la Coppa Pietro Linari
- 1977
  - 3e du Tour de Romagne

## Résultats sur les grands tours

### Tour de France
1 participation
- 1975 : 39e

### Tour d'Italie
4 participations
- 1973 : 43e
- 1976 : 30e
- 1977 : 43e
- 1979 : 80e